# František Douda
František Douda   (Planá nad Lužnicí, 23 d'octubre de 1908 - Praga, 15 de gener de 1990) va ser un atleta txecoslovac, especialista en el llançament de pes i de disc, que va competir durant les dècades de 1920 i 1930.
El 1928 va prendre part en els Jocs Olímpics d'Amsterdam, on va disputar dues proves del programa d'atletisme. En ambdues, llançament de disc i pes, quedà eliminat en sèries. Quatre anys més tard, als Jocs de Los Angeles, tornà a disputar les dues mateixes proves. Va guanyar la medalla de bronze en la prova del llançament de pes, mentre en la del llançament de disc fou quinzè. La tercera i darrera participació en uns Jocs fou el 1936, als Jocs de Berín, on fou setè en la prova del llançament de pes.
El 1934 guanyà la medalla de bronze en la prova del llançament de pes dels primers Campionats d'Europa d'atletisme que es van disputar a Torí.
Els 16,20 metres aconseguits en el llançament de pes el setembre de 1932 a Praga van suposar un rècord del món de l'especialitat que fou vigent fins l'abril de 1934.

## Millors marques
- Llançament de pes. 16,20 metres (1932)
- Llançament de disc. 46,30 metres (1932)[1][2]